# Zale alternata
Zale alternata là một loài bướm đêm trong họ Erebidae.